# 約翰·麥登 (導演)
約翰·麥登 (/ˈmædən/; 1949年4月8日—，John Philip Madden) 是一位英格兰影视、戏剧导演。最知名作品为1998年赢得奥斯卡最佳影片等七项奖的《莎翁情史》。

## 生平
麥登生于朴茨茅斯，毕业于 Clifton College，1970年取得剑桥大学悉尼·萨塞克斯学院英语文学文学士。起初他效力于电视剧，后来拍摄多部电影。《莎翁情史》为他获得奥斯卡最佳导演奖提名、英国电影学院奖最佳导演提名和金球奖最佳导演提名，除了七项奥斯卡奖，本片还获得英国电影学院奖最佳影片、最佳女配角和最佳剪辑三个奖，以及第56届金球奖最佳音乐喜剧类电影、最佳音乐喜剧类女主角和最佳编剧三个奖。

## 电影
| 年份 | 片名                                           |
| ---- | ---------------------------------------------- |
| 1993 | 伊登弗洛姆/Ethan Frome                         |
| 1994 | 情定金門橋/Golden Gate                         |
| 1997 | 布朗夫人/Mrs. Brown                            |
| 1998 | 莎翁情史/Shakespeare in Love                   |
| 2001 | 戰地情人/Captain Corelli's Mandolin            |
| 2005 | 證明我愛你/Proof                               |
| 2009 | 生死一擊/Killshot                              |
| 2011 | 特務謎雲/The Debt                              |
| 2012 | 金盞花大酒店/The Best Exotic Marigold Hotel    |
| 2014 | 金盞花大酒店2/The Best Exotic Marigold Hotel 2 |
| 2016 | 攻敵必救/Miss Sloane                           |
| 2021 | 死間行動/Operation Mincemeat                   |

### 电视
- 1982：《BBC2劇場（英语：BBC2 Playhouse）》（1集）
- 1984：《二號銀幕（英语：Screen Two）》（1集）
- 1985：《偉大的表演（英语：Great Performances）》（1集）
- 1986：《福爾摩斯歸來記》（1集）
- 1987：《玫瑰花環（英语：A Wreath of Roses）》（電視電影）
- 1989：《战争之后》（After the War，5集）
- 1990：《寡婦製造者（英语：The Widowmaker）》（電視電影）
- 1990-1995：《摩斯探長（英语：Inspector Morse (TV series)）》（4集）
- 1991：《福爾摩斯檔案簿》（1集）
- 1991：《吉姆汉森的说书人：希腊神话》（The Storyteller: Greek Myths，1集）
- 1995：《主要嫌疑犯4：失踪儿童》（Prime Suspect: The Lost Child，電視電影）
- 2013：《性爱大师》（試播集）